# Sportovní Klub Slavia Praha 1991-1992
Questa voce raccoglie le informazioni riguardanti lo Sportovní Klub Slavia Praha nelle competizioni ufficiali della stagione 1991-1992.

## Stagione
Lo Slavia Praga raggiunge il quarto posto in campionato vincendo il proprio girone di Coppa Rappan.

## Calciomercato
Vengono ceduti Hunal (Mladá Boleslav), Urban (Dukla Praga), Faktor (Dukla Banská Bystrica), Rehák (JEF United), Procházka (SK Fomei Hradec Králové) e nel gennaio del 1992 Novotný (Union Cheb) e Veselý (Bohemians Praga).
Vengono acquistati Vahala (DAC Dunajská Streda), Klusacek, Prazenica (Dukla Banská Bystrica), Suchopárek (Dukla Praga), Berger, Holota, Jarolím (Amiens), Juraško (Inter Bratislava), Poviser, Novotný, Binić (Stella Rossa), Heřman, nel settembre del 1991 Rusnák (Dukla Banská Bystrica), nell'ottobre del 1991 Petrouš (Bohemians Praga) e nel gennaio del 1992 Novák (Dukla Praga) e Tatarčuk (CSKA Mosca).

## Rosa
| N. |                           | Ruolo | Calciatore        |
| -- | ------------------------- | ----- | ----------------- |
|    | Cecoslovacchia (bandiera) | P     | Jaromír Blažek    |
|    | Cecoslovacchia (bandiera) | P     | Zdenek Jánoš      |
|    | Cecoslovacchia (bandiera) | P     | Stanislav Vahala  |
|    | Cecoslovacchia (bandiera) | D     | Radek Bejbl       |
|    | Cecoslovacchia (bandiera) | D     | Jaroslav Klusacek |
|    | Cecoslovacchia (bandiera) | D     | Karol Praženica   |
|    | Cecoslovacchia (bandiera) | D     | Martin Penicka    |
|    | Cecoslovacchia (bandiera) | D     | Jan Suchopárek    |
|    | Cecoslovacchia (bandiera) | D     | Jaroslav Šilhavý  |
|    | Cecoslovacchia (bandiera) | C     | Patrik Berger     |
|    | Cecoslovacchia (bandiera) | C     | Petr Holota       |

| N. |                           | Ruolo | Calciatore         |
| -- | ------------------------- | ----- | ------------------ |
|    | Cecoslovacchia (bandiera) | C     | Karel Jarolím      |
|    | Cecoslovacchia (bandiera) | C     | Bartolomej Juraško |
|    | Cecoslovacchia (bandiera) | C     | Michal Petrouš     |
|    | Cecoslovacchia (bandiera) | C     | Jiří Poviser       |
|    | Russia (bandiera)         | C     | Vladimir Tatarčuk  |
|    | Serbia (bandiera)         | A     | Dragiša Binić      |
|    | Cecoslovacchia (bandiera) | A     | Pavel Kuka         |
|    | Cecoslovacchia (bandiera) | A     | Jiří Novák         |
|    | Cecoslovacchia (bandiera) | A     | Štefan Rusnák      |
|    | Cecoslovacchia (bandiera) | A     | Tomaš Heřman       |